# Lawrence Craig Evans
Lawrence Craig Evans (Atlanta, 1 de novembro de 1949) é um matemático estadunidense. Trabalha com equações diferenciais parciais.
Evans estudou na Universidade Vanderbilt (bacharel em 1971) com doutorado em 1975 na Universidade da Califórnia em Los Angeles, orientado por Michael Crandall, com a tese Nonlinear evolution equations in an arbitrary Banach Space. Em seguida esteve até 1980 na Universidade de Kentucky, e de 1980 a 1989 na Universidade de Maryland. É desde 1989 Professor na Universidade da Califórnia em Berkeley. Em 1988 esteve no Instituto de Estudos Avançados de Princeton.
Em 2004 recebeu com Nicolai Krylov Prêmio Leroy P. Steele o Prêmio Leroy P. Steele da American Mathematical Society pelo teorema de Evans-Krylov (ao mesmo tempo e independentemente desenvolvido por ambos). Provaram a segunda diferenciabilidade (condição de Höder da segunda derivada) da solução convexa, completamente não-linear, de equações diferenciais parciais uniformemente elípticas e assim a existência de "soluções clássicas".
Em 1991 genaralizou um resultado de Frédéric Hélein sobre a regularidade de transformações harmônicas fracas entre variedades, que foi por sua vez generalizado por Fabrice Béthuel.
Em 1986 foi palestrante convidado ("Invited Speaker") no Congresso Internacional de Matemáticos em Berkeley ("Quasiconvexity and partial regularity in the calculus of variations"). É fellow da American Mathematical Society. 

## Obras
- Partial Differential Equations (Graduate Studies in Mathematics. Volume 19). American Mathematical Society, Providence RI 1998, ISBN 0-8218-0772-2 (2ª Edição 2010, ISBN 978-0-8218-4974-3).
- com Ronald F. Gariepy: Measure Theory and Fine Properties of Functions. CRC-Press, Boca Raton 1992, ISBN 0-8493-7157-0.
- Weak convergence methods for nonlinear partial differential equations. (Regional Conference Series in Mathematics. Volume 74). American Mathematical Society, Providence RI 1990, ISBN 0-8218-0724-2.